# Sclerochronologie

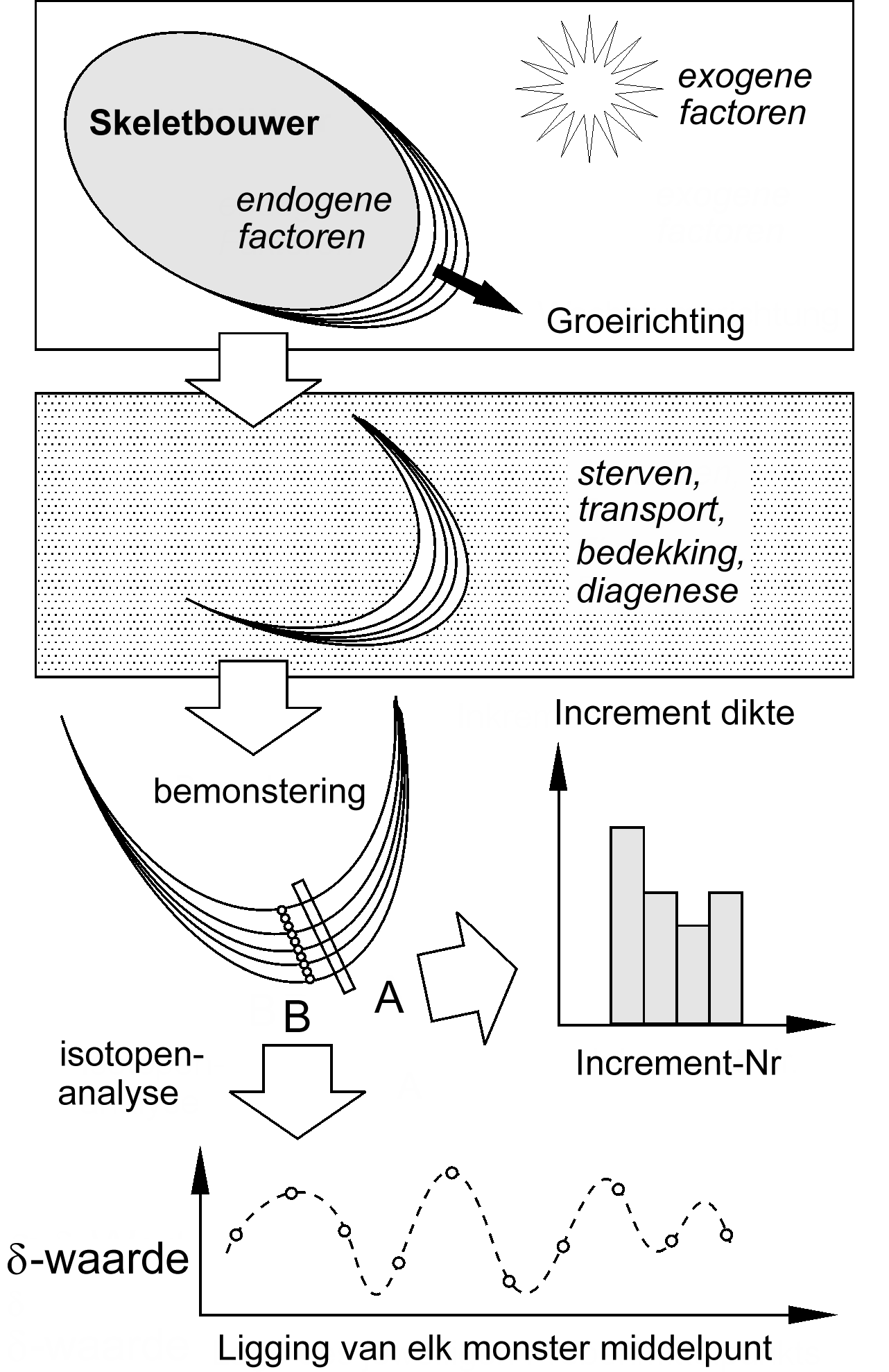
Schema: Verkrijging van sclerochronologische gegevens uit fossiele skeletresten (vereenvoudigd)

Sclerochronologie omvat in de zoölogie en de paleontologie verschillende methoden voor de analyse van de groei van harde weefsels van gewervelde en ongewervelde dieren, zoals endo- en exoskeletten, tanden en otolieten.

## Inleiding
De term is afgeleid van het Griekse woord scleros – hard, chronos – tijd en logos – kennis of wetenschap, en verwijst naar de kennis van de ordening van gebeurtenissen in de tijd op grond van kenmerken van het skelet.
Evenals in de dendrochronologie wordt de (dikte)groei van een skelet-element als een opeenvolging van afzonderlijk groeiperioden (incrementen) beschouwd waarvan met behulp van een opeenvolgende serie analyses (tijdreeksanalyse) uitspraken gedaan kunnen worden over de ontwikkeling van abiotische milieu-omstandigheden en interne groeifactoren.
Cyclische veranderingen in de chemie en de microstructuur van het skeletmateriaal, bijvoorbeeld als gevolg van dagelijkse, maandelijkse of jaarlijkse schommelingen van de omgevingsfactoren, zijn in een doorsnede door een skelet-element zichtbaar als een groeipatroon bestaande uit een afwisseling van donkere en lichtere (of hardere en zachtere) banden of lijnen (analoog aan jaarringen van bomen).
Sporenelement- en isotopenonderzoek van een representatieve selectie van monsters die in de groeirichting van het onderzochte skelet-element genomen zijn, vormen een nadere
bron van informatie voor het sclerochronologische onderzoek die onafhankelijk van de macros- en microscopisch zichtbare groeipatronen is.

## Analyse van de individuele groeisnelheid
Uit de jaarlijkse aangroei, die door zones van stilstand in de groei gescheiden kunnen zijn ('groeistops'), kunnen trends in de groei van het individu over een langere periode afgelezen worden. Vergelijking van groeicurven van skeletten van verwante soorten verschaft inzicht in de evolutionaire verandering van de timing in de individuele ontwikkeling (Heterochronie). Het bereiken van geslachtsrijpheid kan gepaard gaan met een plotselinge vertraging van de groei van het skelet die ertoe leidt dat de jongste jaarlijkse groeibanden (annuli) in een bot- of schelpdoorsnede heel klein zijn. Op dat punt gekomen vertoont de groeicurve dan een knik.
Bekende voorbeelden zijn jaargroeibanden in het skelet van koralen of groeiringen in weekdierschelpen (bijvoorbeeld bij de Noordkromp en de Doopvontschelp) en visotoloieten. Zowel de sclerochronologie als de dendrochronologie bestuderen de ontwikkeling van cyclische patronen tijdens individuele levens en reconstrueren de ontwikkeling van milieu en klimaat in ruimte en tijd gebaseerd op de gegevens van zeer veel individuen.

### Voorbeelden bij schelpen

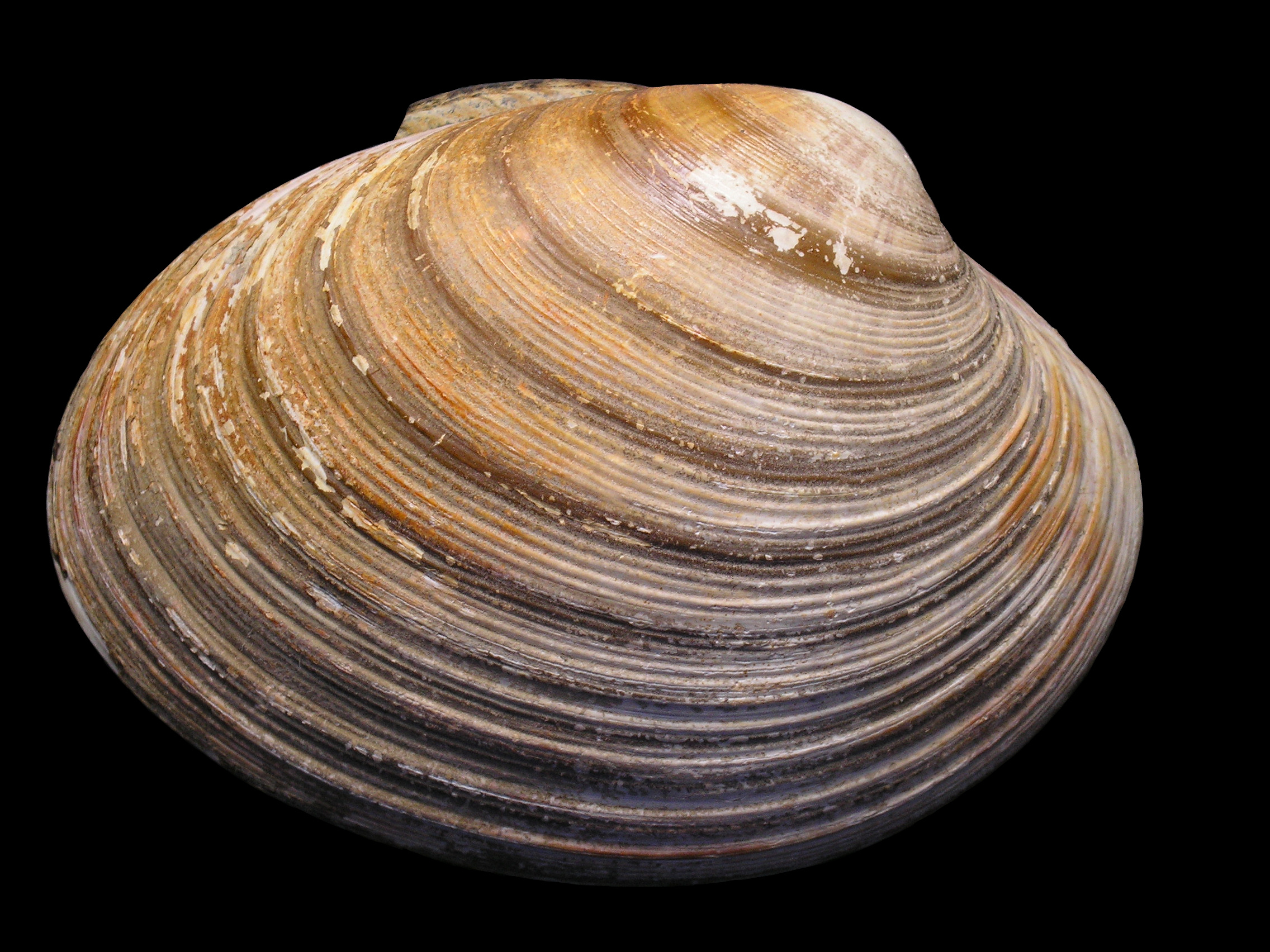
Callista brevisiphonata
>13 jaar oud?
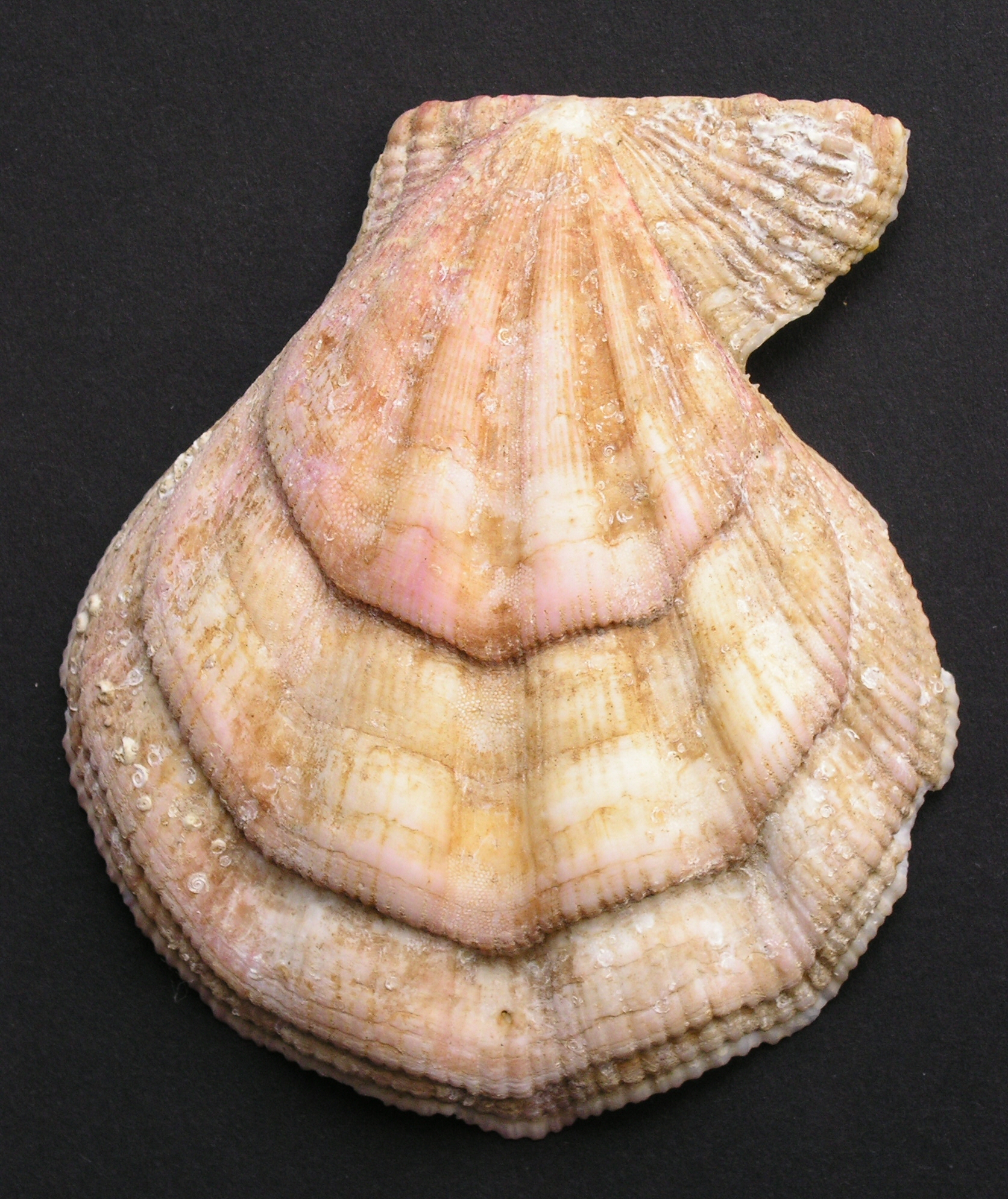
Chlamys swifti
>5 jaar oud?
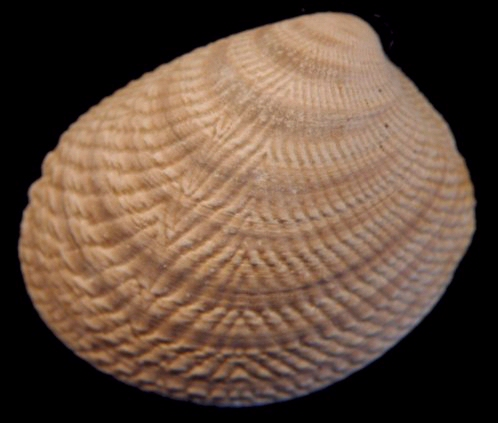
Acila cobboldiae
>10 jaar oud?
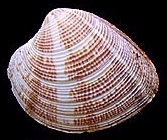
Chamelea striatula
>8 jaar oud?
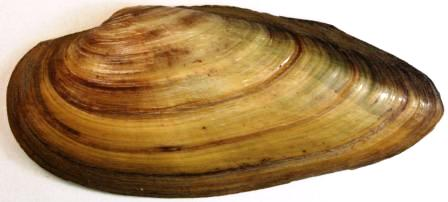
Unio pictorum
>11 jaar oud?